# Biatora nobilis
Biatora nobilis Printzen & Tønsberg,  es una especie de liquen crustáceo granular de la familia Ramalinaceae que vive principalmente en la superficie de la corteza de árboles (corticícola). Esta especie presenta un color gris a verde en su superficie, marrón en el epitecio y blanco o amarillo terroso en el hipotecio. Por lo general Biatora nobilis no presenta soredios en su superficie; la reproducción tiene lugar solo por parte del micobionte mediante ascosporas elipsoides triseptadas de entre 10 y 21 micras de diámetro generadas en conidios baciliformes. 